# Mini mum
Mini mum is een kikker uit de familie smalbekkikkers (Microhylidae). De soort is endemisch in zuidoostelijk Madagaskar.

## Naam en indeling
De kikker is in 2019 voor het eerst wetenschappelijk beschreven door de biologen Mark D. Scherz, Carl R. Hutter, Andolalao Rakotoarison, Jana C. Riemann, Mark-Oliver Rödel, Serge H. Ndriantsoa, Julian Glos, Sam Hyde Roberts, Angelica Crottini, Miguel Vences en Frank Glaw. Zij publiceerden de soort samen met vier andere kikkers, waaronder de twee andere soorten uit het geslacht Mini: Mini ature en Mini scule.

## Uiterlijke kenmerken
Mini mum heeft een bruine lichaamskleur met lichtere vlekken. Het is een van de kleinste kikkers wereldwijd. Het mannetje bereikt een lichaamslengte van 9,7 millimeter, het vrouwtje 11,3 millimeter.

## Verspreidingsgebied en habitat
Mini mum is alleen bekend van het Manomboreservaat in het zuidoosten van Madagaskar. De kikker is aangetroffen in beboste gebieden tot een hoogte van ongeveer 100 meter boven zeeniveau.
De soort heeft nog geen beschermingsstatus gekregen op de Rode Lijst van de IUCN. De biologen die de kikker onderzochten stellen voor deze als 'ernstig bedreigd' (CR) te classificeren.